# Ade Capone
Ade Capone (26 de dezembro de 1958, Piacenza, Itália - Salsomaggiore Terme, 4 de febraio de 2015) foi um roteirista italiano que escreveu roteiros para histórias em quadrinhos (banda desenhada em Portugal).

## Carreira
Estreou no mundo dos quadrinhos em 1980, escrevendo para várias editoras italianas, para depois começar a colaborar com a Sergio Bonelli Editore, com histórias de “Mister No”, “Martin Mystère” e “Zagor” e, em seguida, atuando como relações públicas do “Dylan Dog Horror Fest”, grandiosa manifestação periódica do Investigador do Pesadelo. Ade Capone é o criador de Lazarus Ledd, publicado na Itália pela Star Comics e no Brasil pela Editora Tutatis, de Porto Alegre.
Morreu em consequência de um infarto dia 04 de fevereiro de 2015.